# Espuma vinílica acetinada
Veja também: EVA (desambiguação).
EVA, em português, é a sigla de acetato-vinilo de etileno que deriva do inglês: Ethylene Vinyl Acetate ou etileno acetato de vinila. Essa espuma sintética é produzida a partir de seu copolímero termoplástico. De custo acessível é muito usada para artesanato, produtos infantis, material escolar e para a confecção de esteiras para absorção de impactos na prática de artes marciais e esportes.
Recentemente o EVA tem ganhado usos mais diversos, por exemplo como solado para tênis
Trata-se de um material bastante flexível, apropriado para diversas finalidades, como na produção de sandálias entre outros.